# 日本の福祉に関する学科設置特別支援学校一覧
日本の福祉に関する学科設置高等学校一覧（にほんのふくしにかんするがっかせっちこうとうがっこういちらん）は、全国の「福祉に関する学科」が設置されている特別支援学校の一覧である。
専門教科「福祉」を中心に履修する専門教育を主とする学科が設置されている特別支援学校は、本項目に掲載する。

## 東北地方

### 岩手県
- 岩手県立盛岡峰南高等支援学校 - 生活科学科

### 宮城県
- 宮城県立支援学校岩沼高等学園川崎キャンパス - 福祉コース
- 宮城県立支援学校女川高等学園 - 福祉コース

### 秋田県
- 秋田県立栗田支援学校 - 総合サービス科